# Kenta Suzumura
Kenta Suzumura (鈴村健太 Suzumura Kenta?), född 15 september 1998, är en japansk fäktare som tävlar i florett.

## Karriär
Vid världsmästerskapen i fäktning 2023 i Milano tog Suzumura guld tillsammans med Kazuki Iimura, Kyosuke Matsuyama och Takahiro Shikine i lagtävlingen i florett.